# François d'Argouges (1622-1695)
Pour les articles homonymes, voir François d'Argouges.
François d'Argouges, baron du Plessis-Pâté, seigneur de Tilvault, est un magistrat français, né en la paroisse Saint-Paul de Paris le 31 mai 1622 et mort à Versailles le 16 août 1695. Il a été premier président du Parlement de Bretagne du 24 mars 1661 au 18 juin 1677.

## Biographie
François d'Argouges est le fils de François d'Argouges, seigneur de Morillon, fils et successeur de son père Florent Ier d'Argouges († 1615) comme trésorier général de la maison de la reine Marie de Médicis, et d'Anne Sarrus.  Il est le cousin germain de l'intendant François du Gué de Bagnols (père de Marie-Angélique de Coulanges).
Il commence sa carrière en 1650 comme intendant de la reine Anne d'Autriche. Il devient ensuite maitre des requêtes en 1655 avant d'être premier président du Parlement de Bretagne (1661-1677) et conseiller au Conseil royal des Finances (1685-1695). 
En 1646 il épouse Anne-Madeleine de Hodicq, sœur de Pierre de Hodicq, président du Parlement, et de Claude Phélypeaux, fille de Paul Phélypeaux de Pontchartrain, dont :
- Florent III d'Argouges (1647- † 1719), maitre des requêtes et intendant,
- Suzanne d'Argouges, épouse en 1680 du marquis Jean de Creil-Bournezeau  († 1709), conseiller d'État, et mère de l'intendant Jean-François de Creil-Bournezeau,
- François d'Argouges (1654-1716), évêque de Vannes.